# Zillennial

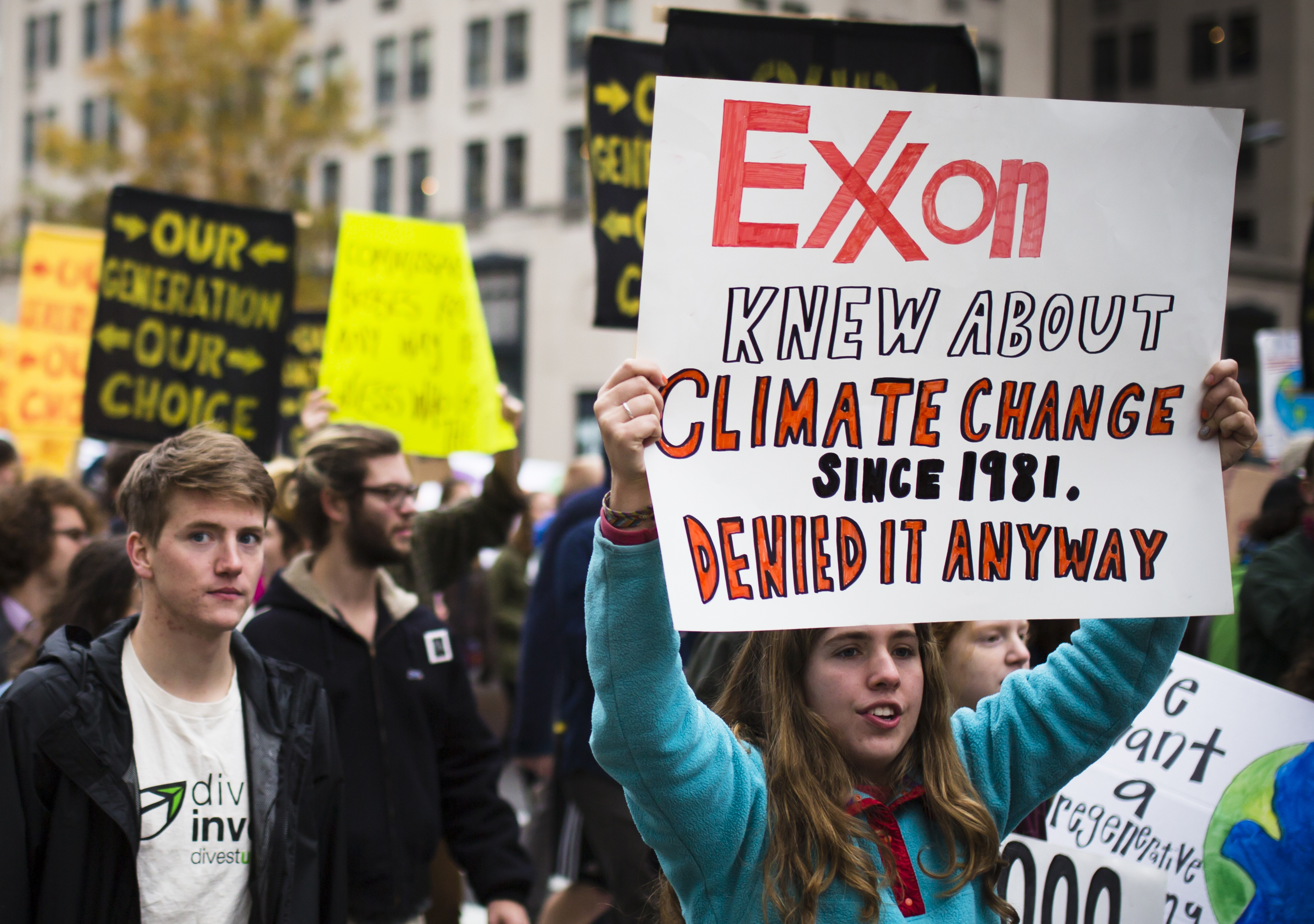
Zillennials protestando contra as mudanças climáticas em Washington, DC em 2015

Zillennial (também conhecidos como zennial ou zilênico) é a coorte demográfica à beira das gerações Y (millennial) e Z. A proximidade entre as duas gerações e a faixa etária limitada levaram à sua caracterização como uma “microgeração”. Eles geralmente são filhos dos membros da geração baby boomer e da geração X ou da microgeração entre elas (Jones). As estimativas da população dos EUA nesta coorte variam entre 30 milhões e 48 milhões.
Na primeira infância, durante os ataques terroristas de 11 de setembro, eles foram a primeira coorte a vivenciar a adolescência num mundo pós-11 de setembro . A maioria deste grupo atingiu a maioridade durante a década de 2010, com o referendo do Brexit no Reino Unido e as eleições presidenciais dos EUA em 2016, a pandemia de COVID-19 e os protestos de George Floyd de 2020-2021 sendo eventos formativos importantes. Os Zillennials vivenciaram a Revolução Digital das décadas de 2000 e 2010, navegando pela internet móvel LTE, telefones celulares, dispositivos móveis e smartphones.
Os zillennials trocam de código entre gerações, têm altos níveis de alfabetização digital, e são mais propensos a se identificarem em um grupo minoritário. Os zillennials são menos ricos, mas mais seguros economicamente do que a geração Z, comandando um poder de compra relativamente elevado na economia, especialmente quando comparados aos millennials. Eles têm alta fidelidade à marca, baixa sensibilidade ao preço e padrões de compra estáveis.
O termo zillennial é uma aglutinação de "geração Z" e "millennial". Uma palavra semelhante, zenennial, também é usada. Outros nomes que foram propostos para essas cúspides incluem Geração Snapchat dos autores Ubl, Walden e Arbit, e MinionZ de Smit. GenZennials foi usado para fazer referência à microgeração de Ketchum.